# Xinsheng, Tongnan
Xinsheng (kinesiska: 新生) är en köping i sydvästra Kina. Den ligger i stadsdistriktet Tongnan i storstadsområdet Chongqing, omkring 91 kilometer nordväst om det centrala stadsdistriktet Yuzhong. 